# Gomphus cavillaris
Gomphus cavillaris är en trollsländeart som beskrevs av James George Needham 1902. Gomphus cavillaris ingår i släktet Gomphus och familjen flodtrollsländor. Inga underarter finns listade i Catalogue of Life.

## Bildgalleri

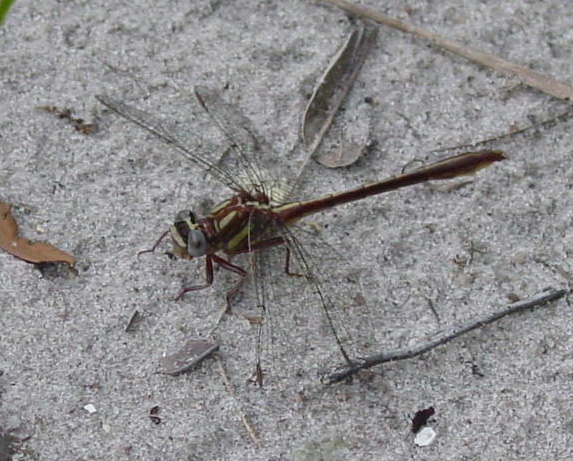